# Coupe du monde masculine de volley-ball 1965
Navigation
Coupe du monde 1969
La 1er Coupe du monde de volley-ball masculin a eu lieu en Pologne du 13 septembre au 19 septembre 1965.

## Formule de compétition
La Coupe du monde de volley-ball 1973 a regroupé 11 équipes. Elle se compose des champions de 2 continents (Asie, Europe), de 2 vice-champions, du pays organisateur et de huit équipes invitées.

## Équipes présentes
- Pologne : organisateur
- Japon : champion d'Asie
- URSS : champion d'Europe
- Tchécoslovaquie :
- Allemagne de l'Est :
- Roumanie :
- Hongrie :
- Bulgarie
- Pays-Bas
- France

## Tableau final
| Place              | Équipe             |
| ------------------ | ------------------ |
| Médaille d'or      | URSS               |
| Médaille d'argent  | Pologne            |
| Médaille de bronze | Tchécoslovaquie    |
| 4                  | Japon              |
| 5                  | Allemagne de l'Est |
| 6                  | Roumanie           |
| 7                  | Hongrie            |
| 8                  | Yougoslavie        |
| 9                  | Bulgarie           |
| 10                 | Pays-Bas           |
| 11                 | France             |